# Eugene Espineli
Eugene Espineli (Houston, 8 september 1982) is een Filipijns-Amerikaanse honkbalspeler. Espineli maakte in 2008 zijn debuut in de Major League Baseball voor de San Francisco Giants.
Espineli die werd geboren in Houston, Texas, heeft twee Filipijnse ouders. Hij speelde honkbal op de University of Texas en de Texas Christian University en werd in 2004 in de 14e ronde van de draft van 2004 uitgekozen door de San Francisco Giants
In zijn eerste twee professionele seizoenen speelde Espineli als startende werper enkele wedstrijden in de AA-League voor de Connecticut Defenders. In 2007 speelde Espinelli fulltime voor Connecticut. 2008 begon hij als reliever voor het tripple A-team Fresno Grizzlies. Hij won de prijs Pacific Coast League All-star en werd geselecteerd om te gaan spelen voor het Amerikaanse honkbalelftal tijdens de Olympische Spelen 2008. Rond die tijd werd hij echter opgeroepen voor de Major League, waar hij op 20 juli 2008 thuis zijn debuut maakte tegen Washington Nationals en een perfecte aflossing neerzette.